# Supernature (album de Goldfrapp)
Pour les articles homonymes, voir Supernature.

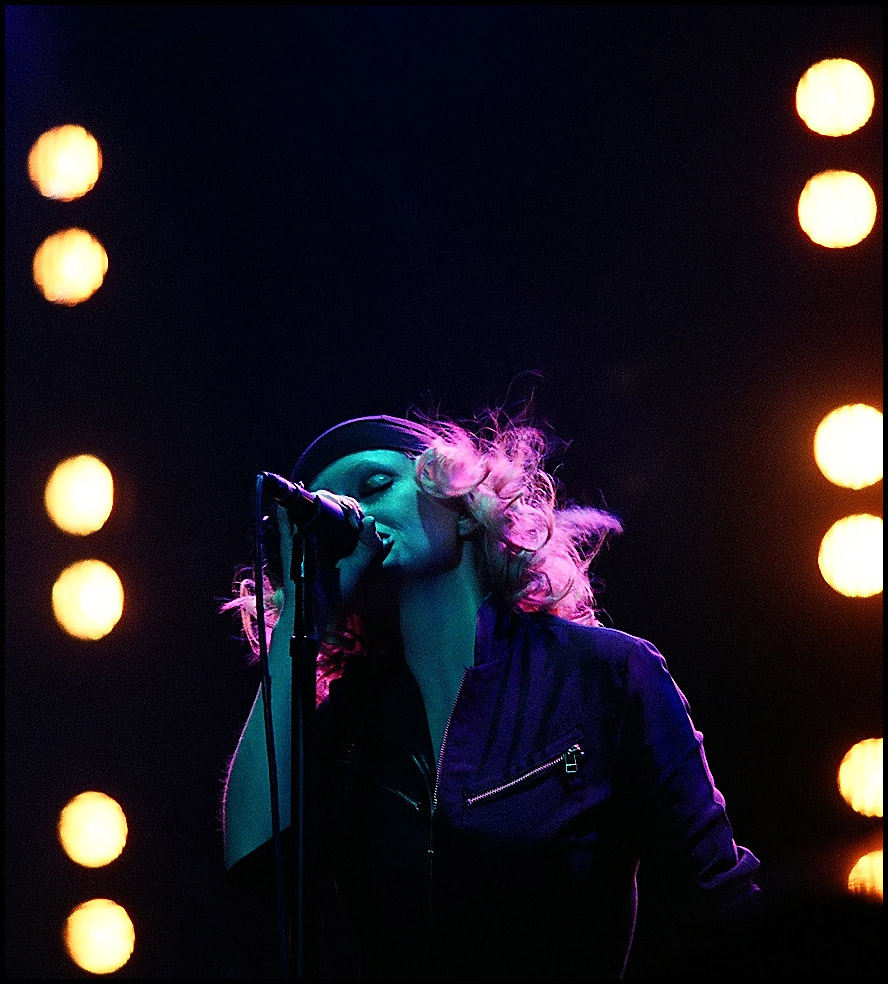
Alison Goldfrapp lors du Supernature Tour

Supernature est le troisième album studio du duo anglais Goldfrapp. Il est sorti au Royaume-Uni le 22 août 2005 sous le label Mute Records.
Empruntant son titre à la chanson de Marc Cerrone, il poursuit sur la lignée de Black Cherry, avec un son electroclash influencé par la synthpop, le disco et le glam rock.

## Titres
| No  | Titre                                                        | Durée |
| --- | ------------------------------------------------------------ | ----- |
| 1.  | Ooh La La                                                    | 3:24  |
| 2.  | Lovely 2 C U                                                 | 3:25  |
| 3.  | Ride a White Horse                                           | 4:41  |
| 4.  | You Never Know                                               | 3:27  |
| 5.  | Let It Take You                                              | 4:30  |
| 6.  | Fly Me Away                                                  | 4:25  |
| 7.  | Slide In                                                     | 4:17  |
| 8.  | Koko                                                         | 3:23  |
| 9.  | Satin Chic                                                   | 3:28  |
| 10. | Time Out from the World                                      | 4:47  |
| 11. | Number 1                                                     | 3:25  |
| 12. | Beautiful (bonus sur les éditions japonaises et américaines) | 4:51  |